# دهستان زنگلانلو
دهستان زنگلانلو دهستانی در بخش لطف‌آباد شهرستان درگز در استان خراسان رضوی ایران به مرکزیت روستای شمس‌خان است.

## جمعیت
براساس سرشماری مرکز آمار ایران در سال ۱۳۸۵، جمعیت دهستان زنگلانلو ۵۱۸۰ نفر (۱۲۲۶ خانوار) بوده‌است. جمعیت این دهستان در سال ۱۳۹۰ به ۴۹۱۰ نفر رسیده‌است.